# Naupli (fill de Posidó)
Segons la mitologia grega, Naupli (en grec antic Ναύπλιος), va ser un heroi, fill de Posidó i d'Amimone, una de les cinquanta filles de Dànau.
Va fundar la ciutat de Nàuplia, a l'Argòlida. Els seus fills van ser Damàstor, l'avi de Dictis i Polidectes, i Pretos, l'avi de Nàubol, rei de Fòcida.